# Javier Zaragoza Aguado
Javier Zaragoza Aguado (Alcorisa, 20 de novembre de 1955) és un jurista espanyol, i des del febrer de 2017 és fiscal del Tribunal Suprem.

## Biografia
Després de llicenciar-se en Dret a la Universitat de Saragossa el 1977, va ingressar en la carrera fiscal el 1982. Destinat al País Basc va ser fiscal de districte a Guipúscoa el 1981-1982, jutge de menors el 1983-1987 i fiscal de l'Audiència Provincial de Sant Sebastià el 1987-1988. El 1988 tornaria a Madrid, on fou nomenat Tinent Fiscal de la Fiscalia Antidroga, càrrec que va ocupar fins a 2005.
Va ser nomenat en 2005 Fiscal de Sala Cap de la Fiscalia Antidroga. Com a Fiscal de la Fiscalia Antidroga va participar en importants operacions contra el narcotràfic, com l'operació Nécora, al costat del Jutge Baltasar Garzón. Entre 1999 i 2006 ha estat Fiscal enllaç de la Xarxa Judicial Europea per a afers relacionats amb la delinqüència organitzada (narcotràfic i blanqueig de capitals), i des de 2004 de la IberRed (Xarxa Judicial Iberoamericana) per a afers de terrorisme.
Posteriorment en 2006 va ser nomenat Cap de la Fiscalia de l'Audiència Nacional pel llavors Fiscal General de l'Estat Cándido Conde-Pumpido. Així ha participat en els judicis per l'assassinat de Francisco Tomàs i Valiente per membres d'ETA i en el judici per l'atemptat de Madrid de l'11 de març de 2004.
El febrer de 2017 no va ser renovat en el càrrec a l'Audiència Nacional i va ser destinat a fiscal de sala del Tribunal Suprem. El 18 de febrer de 2021, la fiscal general de l'Estat, Dolores Delgado, va desplaçar a Zaragoza de les seves funcions com a fiscal al Tribunal Suprem després que el destinés al camp de Gibraltar per exercir «de manera directa funcions de reforç en matèria de lluita contra el narcotràfic i el blanqueig de capitals».
És membre de la Unió Progressista de Fiscals (UPF) i ha estat Vocal del Consell Fiscal.